# Loke (åkattraktion)
Loke är en åkattraktion på nöjesparken Liseberg i Göteborg som hade premiär den 29 april 2017.

## Placering
Åkattraktionen är placerad i ett nytt 8 000 kvadratmeter stort område där temat är nordisk mytologi. Satsningen på området beräknades kosta cirka 250 miljoner kronor och innefattade, förutom Loke, berg- och dalbanorna Balder (byggd 2003), och Valkyria (som hade premiär 2018). Dessutom innefattas ett antal restauranger, spel och butiker.

## Utformning
Loke är en attraktion av typen Gyro Swing (en kombination av karusell och gunga – jämför karusellgunga). De åkande sitter vända utåt på en roterande gondol som är upphängd i en pendel. Pendeln gungar upp till 120 grader och uppnår en maxhastighet på 100 kilometer i timmen. Gondolen har plats för 40 åkande åt gången och når som högst upp till 42 meter i pendelrörelsens ytterlägen.
Den nya attraktionen ersatte åkattraktionen Spinrock som stängde 2016 och var placerad i samma område på samma plats. Spinrock delade många likheter med Loke, men var hälften så hög och hade de åkande vända inåt gondolens mitt.